# Університет Ліможа
Університет Ліможа (фр. Université de Limoges) — університет у французькому місті Ліможі.
Університет було засновано в 1968 році.

## Структура
Університет складається з п'яти факультетів, чотирьох інститутів і трьох інженерних шкіл.

### Факультети
- Факультет права і економічних наук (Faculté de Droit et des Sciences Economiques),
- Факультет медицини (Faculté de Médecine),
- Факультет фармації (Faculté de Pharmacie),
- Факультет філології та гуманітарних наук (Faculté des Lettres et des Sciences Humaines),
- Факультет природничих та технічних наук (Faculté des Sciences et Techniques).